# جبيلو
جبيلو (بالإنجليزية: Jabilu)‏ هي قرية تقع في أردبيل في إيران. يقدر عدد سكانها بـ 125 نسمة بحسب إحصاء 2016.